# Tutti parlano di Jamie
Tutti parlano di Jamie (Everybody's Talking About Jamie) è un film del 2021 diretto da Jonathan Butterell.
Il film è l'adattamento cinematografico dell'omonimo musical del 2017 basato sulla storia vera di Jamie Campbell.

## Trama
Jamie New ha 16 anni, studia a Sheffield e tutto quello che vuole fare nella vita è diventare una drag queen. Con l'aiuto dei suoi amici e della madre Margaret, riuscirà a realizzare il suo sogno.

## Produzione

### Sviluppo
Il film è stato annunciato nel maggio 2018 e nel giugno dell'anno successivo fu confermato che Max Harwood, Richard E. Grant, John McCrea, Sharon Horgan, Sarah Lancashire e Shobna Gulati si erano uniti al cast, con Jonathan Butterell alla regia; Tom MacRae e Dan Gillespie Sells, gli autori del musical teatrale, hanno curato la sceneggiatura. Regency Enterprises, Film4 Productions e Warp Films hanno prodotto il film, mentre la 20th Century Fox si occupa della distribuzione.

### Riprese
Le riprese sono iniziate il 24 giugno 2019 a Sheffield.

## Promozione
Il primo trailer del film è stato distribuito l'11 ottobre 2020.

## Distribuzione
L'uscita del film era originariamente prevista per il 23 ottobre 2020, ma a causa della pandemia di COVID-19 il debutto del film nelle sale statunitensi è stato posticipato al 26 febbraio 2021, prima che la casa di distribuzione decidesse definitivamente di far esordire il film direttamente su Prime Video il 17 settembre 2021.

## Accoglienza
In generale il film è stato accolto positivamente dalla critica. Sull'aggregatore di recensioni Rotten Tomatoes Tutti parlano di Jamie ha ottenuto l'83% di recensioni professionali positive, con un voto medio di 6,6 su 10 basato su trenta recensioni. Su Metacritic invece ha un punteggio di 62 su 100 basato su nove recensioni.